# Creuzier-le-Neuf
Creuzier-le-Neuf (okzitanisch Croset Nòu) ist eine französische Gemeinde mit 1.235 Einwohnern (Stand: 1. Januar 2022) im Département Allier in der Region Auvergne-Rhône-Alpes. Sie gehört zum Arrondissement Vichy und zum Kanton Cusset. Die Einwohner werden Creuziérois(es) genannt.

## Geografie
Die Gemeinde Creuzier-le-Neuf liegt am Mourgon, etwa sechs Kilometer nordnordöstlich von Vichy. Umgeben wird Creuzier-le-Neuf von den Nachbargemeinden Saint-Germain-des-Fossés im Nordwesten und Norten, Seuillet im Norden und Nordosten, Bost im Osten, Cusset im Südosten und Süden sowie Creuzier-le-Vieux im Südwesten und Westen. Durch die Gemeinde führt die frühere Route nationale 209. 

## Bevölkerungsentwicklung
| Jahr                       | 1962 | 1968 | 1975 | 1982 | 1990 | 1999 | 2006 | 2013 | 2022 |
| Einwohner                  | 535  | 564  | 617  | 733  | 937  | 959  | 981  | 1095 | 1235 |
| Quellen: Cassini und INSEE |      |      |      |      |      |      |      |      |      |

## Sehenswürdigkeiten
- Kirche Saint-Front aus dem 11./12. Jahrhundert
- Gotische Kapelle von Chermont
- Schlossruine Chermont aus dem 18. Jahrhundert, 1960 abgebrannt

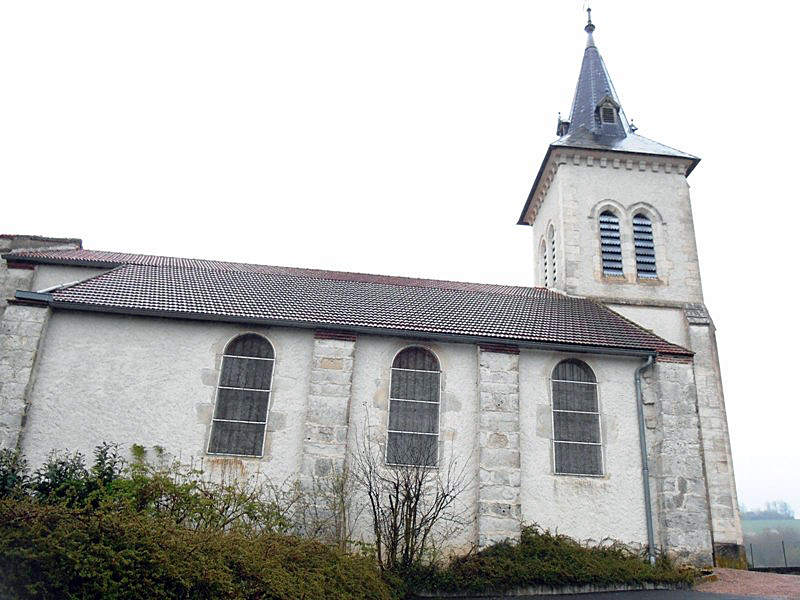
Kirche Saint-Front
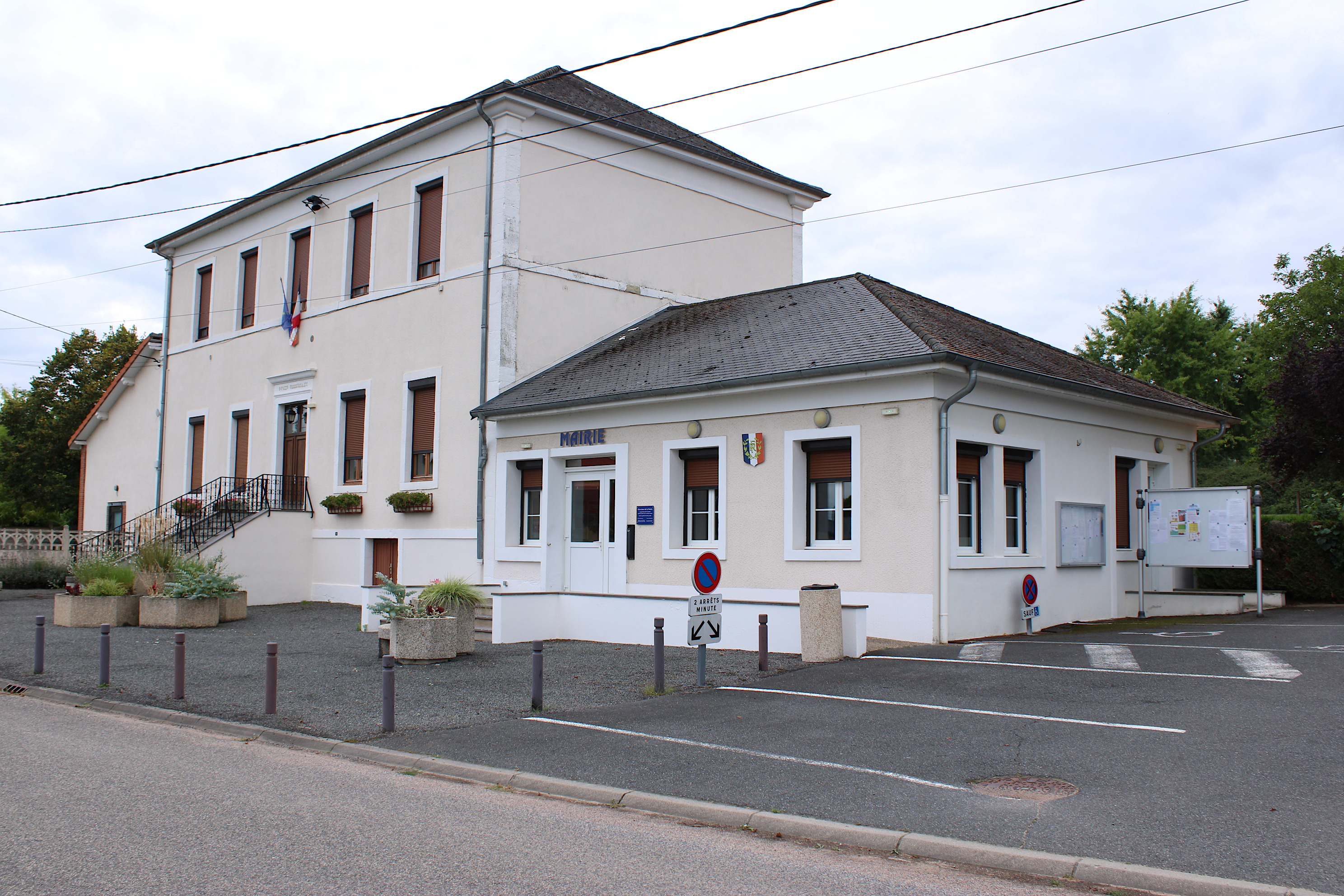
Mairie